# يحيى سهيل علي سهيل الحرجوج
يحيى سهيل علي سهيل الحرجوج برلماني يمني، عضو في مجلس النواب، عن الدورة البرلمانية 2003-2009 والكتلة البرلمانية لنواب حزب المؤتمر الشعبي العام عن الدائرة الانتخابية رقم (249) بمحافظة حجة. رجل اعمال، مالك و مؤسس لشركة يحيى سهيل و اخوانة للتجارة و الشركة العربية لصوامع الغلال و مطاحن الدقيق 

## فترة المجلس
باتفاق عرف بأسم «إتفاق فبراير» تمددت فترة المجلس لمدة عامين، وبقيام ثورة الشباب اليمنية لم تُجرَ الانتخابات، وبحسب إتفاق المبادرة الخليجية تمددت لمدة عامين آخرين حتى 2013 .